# Tomari
Tomari (ryska: Томари) är en stad i Sachalin oblast i Ryssland. Den ligger på västra kusten av Sachalin 167 kilometer nordväst om Juzjno-Sachalinsk. Folkmängden uppgår till cirka 4 000 invånare.

## Historia
Staden grundades 1870. 1905 hamnade den under japansk kontroll, efter det rysk-japanska kriget. Den fick då namnet Tomarioru (泊居), ett ainuord som betyder vid viken. Sovjet övertog Sachalin från Japan 1945. Orten fick stadsrättigheter 1946 och byte samtidigt namn till Tomari.

## Vänort
Tomari har en vänort:
- Japan Teshio, Hokkaido